# キラ (ウガンダ)
キラ(英語：Kira Town)はウガンダの中央地域中央部のワキソ県の都市。人口は約46万人（2020年）。

## 地理
首都カンパラ中心部から約14km北東に位置する。

## 人口
- 2002年 - 14万774人
- 2010年 - 17万2300人
- 2011年 - 17万9800人
- 2014年 - 31万7157人[6][7][8]

## 経済
- ボダ・ボダ（英語版）：自転車タクシー[9]

日中はカンパラで働き、夜キラに帰宅する人口が増加している。
ウガンダ投資機関が約1.8億円を投資した894haのカンパラ産業商業団地が南東部に位置する。

## 観光地
- ウガンダ殉教聖堂(ナムゴンゴ)
- カバカ宮殿(キレカ)
- マンデラ国際競技場 - 4万5202人収容可能

## 施設・設備
- カンパラ北部高速道路
- ウメメ変電所
- カンパラ大陸間ホテル
- 聖アウグスティヌス国際大学
- ウガンダ高等教育国民委員会